# Alex Gersbach
Alexander Joseph Gersbach (Sutherland, 8 de mayo de 1997) es un futbolista australiano, juega de defensa y su equipo es el Western Sydney Wanderers F. C. de la A-League. Es también jugador internacional habitual con la selección de fútbol de Australia.

## Clubes
| Club                           | País           | Año       |
| ------------------------------ | -------------- | --------- |
| Sydney F. C.                   | Australia      | 2014-2016 |
| Rosenborg BK                   | Noruega        | 2016-2019 |
| R. C. Lens (cedido)            | Francia        | 2018      |
| NAC Breda                      | Países Bajos   | 2019      |
| Aarhus GF                      | Dinamarca      | 2019-2021 |
| Grenoble Foot 38               | Francia        | 2021-2023 |
| Colorado Rapids                | Estados Unidos | 2023      |
| Kalmar FF                      | Suecia         | 2024-2025 |
| Western Sydney Wanderers F. C. | Australia      | 2025-     |